# Кулиева, Айна Баба кызы
Айна Баба кызы Кулиева (азерб. Ayna Baba qızı Quliyeva; 1920, Джеватский уезд — ?) — советский азербайджанский хлопковод, Герой Социалистического Труда (1948).

## Биография
Родилась в 1920 году в селе Харабакенд Джеватского уезда Азербайджанской ССР (ныне село Кырмызыкенд Нефтечалинского района).
В 1934—1970 годах колхозница, звеньевая, бригадир колхоза имени Нариманова Нефтечалинского района. Айна Кулиева тщательно изучала хлопководческую литературу, применяла новые агрономические методы, узнавала у опытных хлопководов секреты получения высоких урожаев. В 1947 году получила урожай египетского хлопка 61,2 центнер с гектара на площади 6,07 гектаров. Немалую роль сыграл труд Кулиевой в перевыполнении плана колхозом на 300 %.
Указом Президиума Верховного Совета СССР от 19 мая 1948 года за получение высоких урожаев хлопка в 1947 году Кулиевой Айна Баба кызы присвоено звание Героя Социалистического Труда с вручением ордена Ленина и золотой медали «Серп и Молот».
С 1970 года пенсионер союзного значения.
Активно участвовала в общественной жизни Азербайджана. Член КПСС с 1950 года. Депутат Верховного Совета Азербайджанской ССР 4-го созыва.